# 徙富民
徙富民是明朝洪武、永樂年間打擊地方勢力的措施。
吴元年（1367年），朱元璋效法劉邦將天下富豪前往關中平原定居的做法，下令苏州境內前元朝官吏、依附张士诚的有錢人、有可能謀反的江南富民前往濠州定居。洪武三年（1370年）。朱元境又下令富民前往临濠府定居。洪武十三年（1380年）起，又讓富民前往南京定居。次年又讓江南富民十四万前往濠州定居。洪武二十四年（1391年），朝廷又讓五千三百户富民前往南京定居。洪武三十年（1397年），朝廷讓浙江等九布政司、直隶、应天十八府州一万四千二百四十三户富民前往南京定居。明成祖继承了徙富民一政策，永乐十九年（1421年），永樂遷都，朝廷讓直隶、应天、苏州等十地、浙江等九布政司三千余户富民前往北京定居。
被迁徒的三吴巨姓富民當中許多人被剥夺财富，失去了原来的政治、社会地位。